# 翠湖站

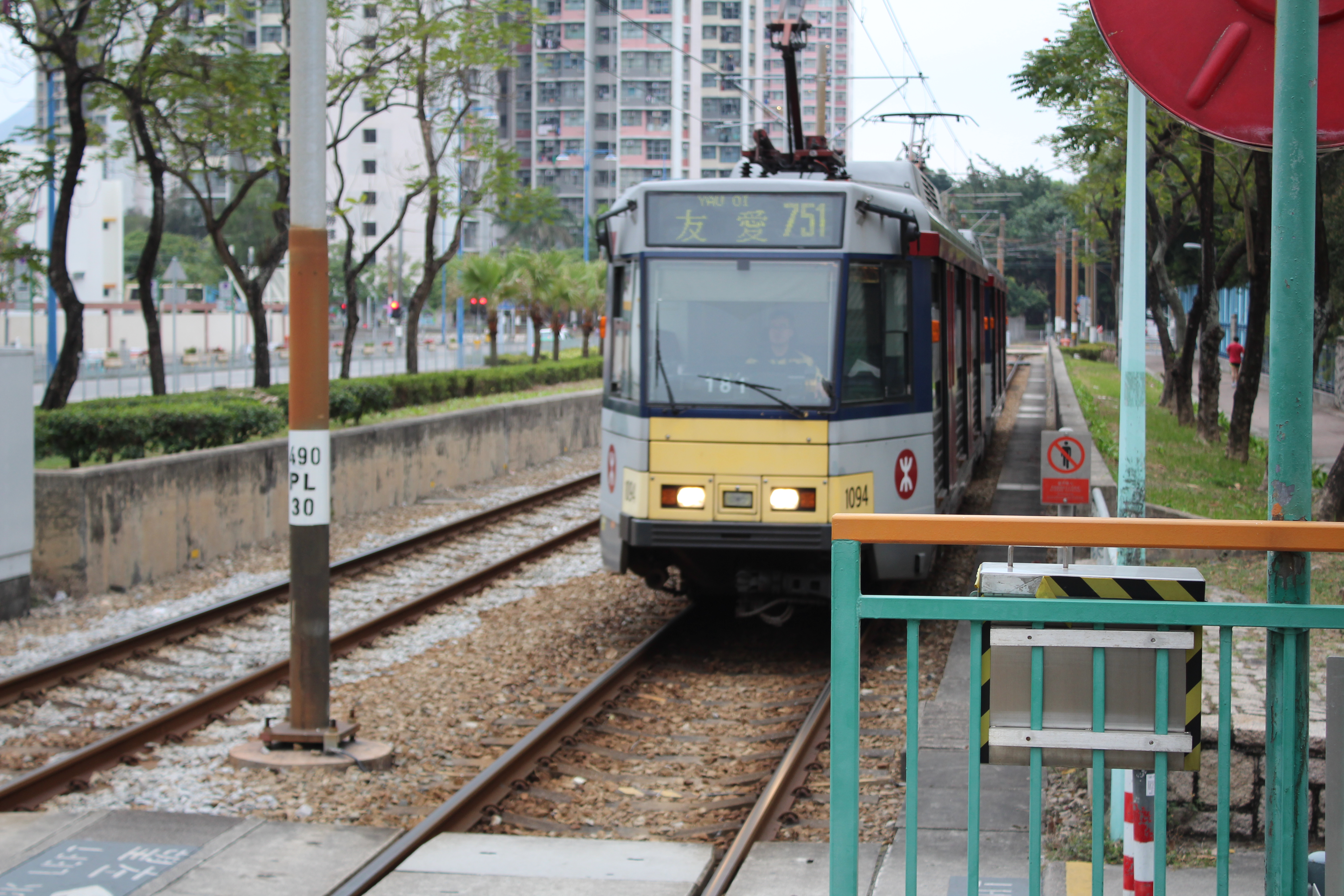
輕鐵751綫往友愛列車正在進入翠湖站

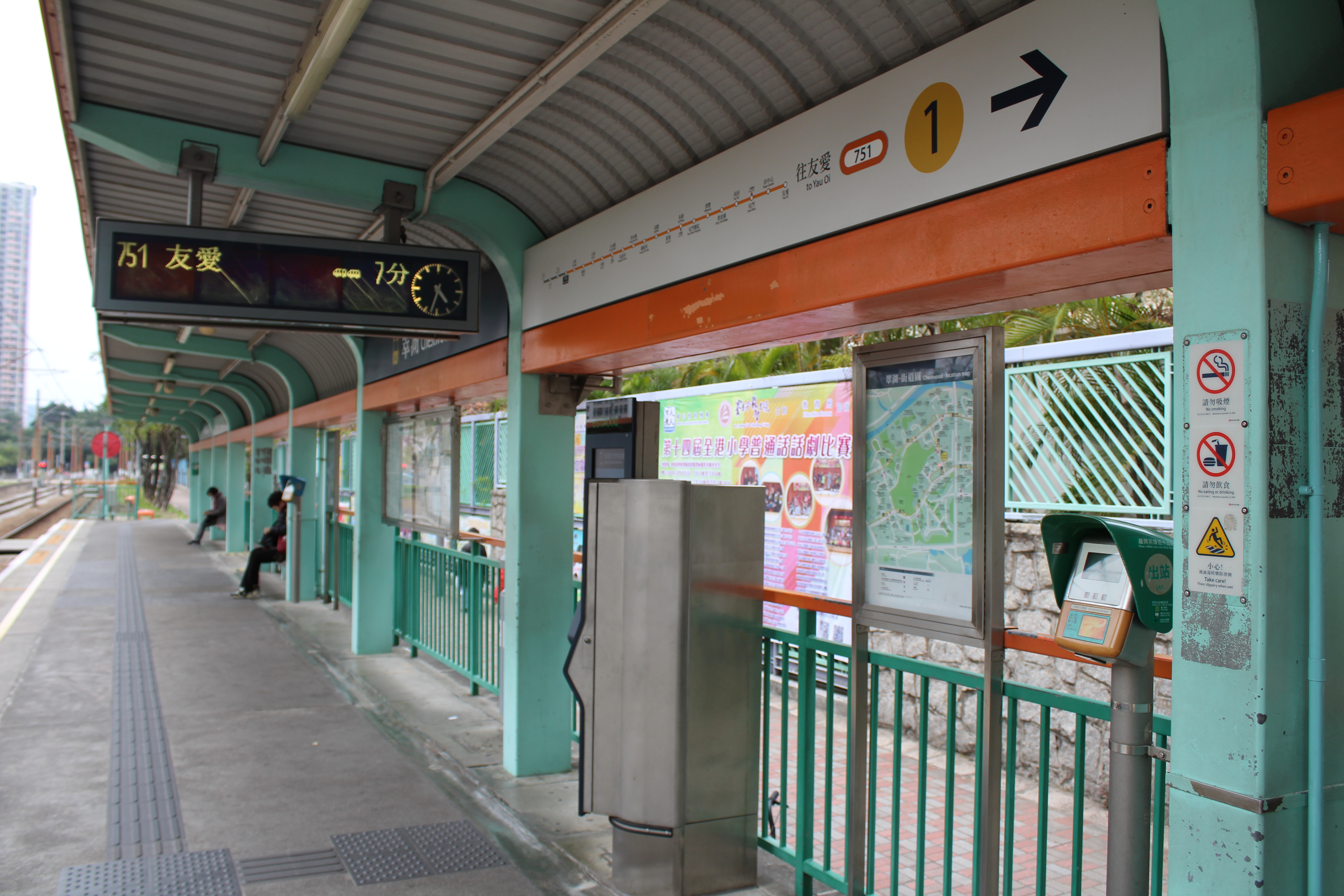
1號月台

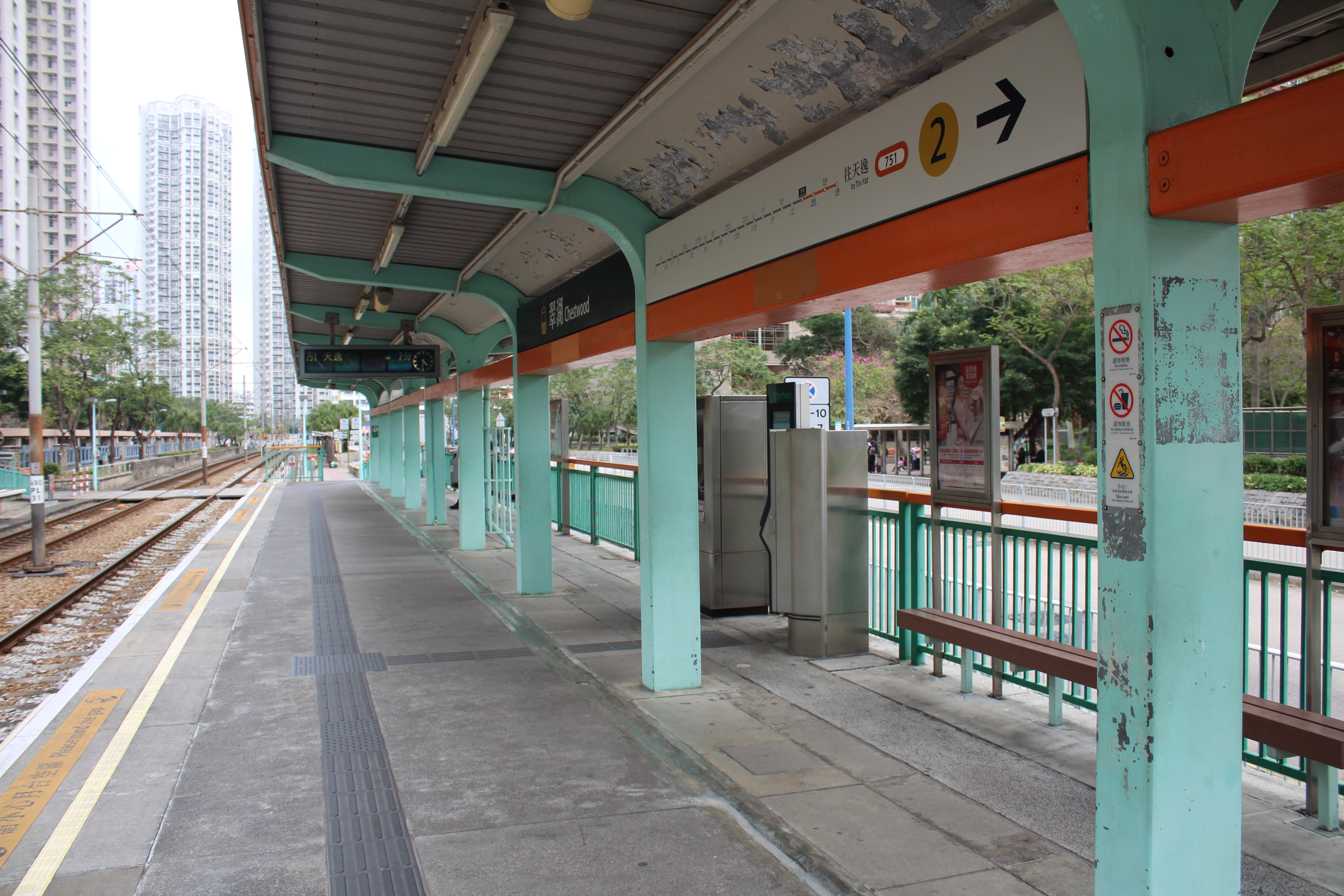
2號月台

翠湖站（英語：Chestwood Stop）是港鐵輕鐵的一個車站。代號490，屬單程車票第4收費區。此站為翠湖居、天頌苑及週邊地區居民提供服務，同時，此車站是705和706綫唯一不途經及只有一條全日路線行走的天水圍區內車站。

## 位置
在天榮路旁，在嘉湖山莊翠湖居對出。

## 車站結構

### 車站樓層
| 地面              | 出口 | 天榮路、嘉湖山莊（翠湖居） |   |  |
| 地面              | 月台 | \| 側式 · 開左邊车门 \| \| \| \| \| \| \| \| 輕鐵751綫往天逸（頌富） 輕鐵751P綫往天逸（頌富） \| 1 \| \| \| \| 2 \| 輕鐵720綫往天榮（終點站） 輕鐵751綫往友愛（天榮） 輕鐵751P綫往天水圍（天榮） \| \| \| \| 側式 · 開左邊车门 \| \| \| \| \| |   |  |
| 地面              | 出口 | 天頌苑 |   |  |
| 側式 · 開左邊车门 |      | |   |  |
|                   |      | 輕鐵751綫往天逸（頌富） 輕鐵751P綫往天逸（頌富） | 1 |  |
|                   | 2    | 輕鐵720綫往天榮（終點站） 輕鐵751綫往友愛（天榮） 輕鐵751P綫往天水圍（天榮） |   |  |
| 側式 · 開左邊车门 |      | |   |  |

### 附近設施
- 翠湖居
- 天頌苑
- 栢慧豪廷
- 天水圍官立小學
- 天水圍循道衛理小學
- 香港青年協會李兆基小學
- 賽馬會萬鈞毅智書院

## 反修例期間事件
2019年11月11日有人發起「三罷」示威，天水圍輕鐵翠湖站附近馬路有人堵路及焚燒雜物，警方到場驅散黑衣人時，發現一名黑衣男子欲扶起地上一女子，2人因涉嫌參與堵路而被捕。經審訊後，2人被裁定參與非法集結罪成。裁判官施祖堯今天（15日）下午在屯門裁判法院，判處2人即時入獄3個月。裁判官指2人背景良好，案發時集結人數不多，他們亦非領導者角色。惟當日是「大三罷」，屬示威高峰期，案件涉及用雜物堵路，造成交通不便，兩人當時亦有蒙面掩飾身份，增加了現場發生暴力衝突的風險，須判處具阻嚇性刑罰。
本案2被告為27歲侍應劉勇及27歲女文員譚芷澄，2人為情侶關係。他們同被控於2019年11月11日，在天水圍輕鐵翠湖站參與非法集結。控方案情指，當日天水圍輕鐵翠湖站附近馬路，遭人用單車和垃圾桶等物堵路及焚燒。警員到場時，有7至8名黑衣人在馬路上朝天頌苑方向逃跑。警員追捕期間，發現譚伏在地上，劉則嘗試扶起譚，遂上前制服2人。當時2人之間放了一個環保袋，內有2塊木板連鐵釘，警方遂以非法集結及管有物品作非法用途罪拘捕2人。劉在警誡下表示：「我淨係喺度堵路，個黑色袋裏面嘅木板釘唔係我」。

## 外部連結
- 港鐵公司 - 輕鐵及巴士服務 - 輕鐵街道圖 （页面存档备份，存于）
- 港鐵公司 - 輕鐵及巴士服務 - 輕鐵行車時間表 （页面存档备份，存于）
- 港鐵公司 - 輕鐵及巴士服務 - 所有輕鐵街道圖（14張） （页面存档备份，存于）
- 香港鐵路大典上的相关条目：翠湖站